# الكاتب الجالس

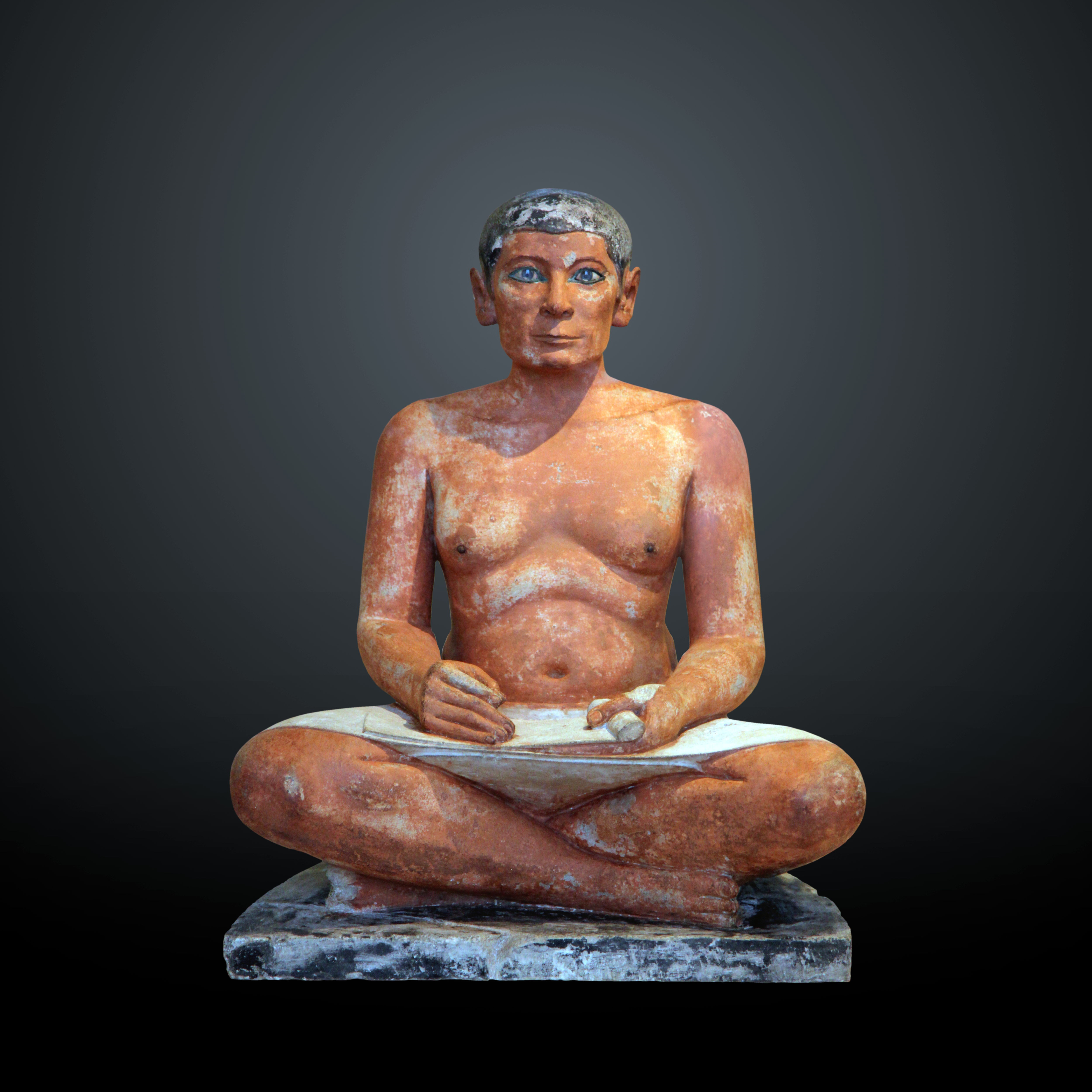
الكاتب الجالس

تمثال الكاتب الجالس أو الكاتب القرفصاء هو عمل مشهور للفن المصري القديم. فهو يُمثل شخصية كاتب جالس في العمل. اكتشف التمثال في سقارة، شمال زقاق أبي الهول المؤدي إلى سرابيوم سقارة، في عام 1850. ويرجع إلى فترة المملكة المصرية القديمة، من الأسرة المصرية الخامسة، حوالي 2450 - 2325 قبل الميلاد أو الأسرة المصرية الرابعة، 2620 - 2500 قبل الميلاد. هو الآن في متحف اللوفر في باريس.
إنه تمثال من الحجر الجيري المطلي، وعيناه مطعمة بالبلور الصخري، والمغنيسيت (كربونات المغنيسيوم)، وسبائك النحاس والزرنيخ، وحلمات مصنوعة من الخشب.

## وصف

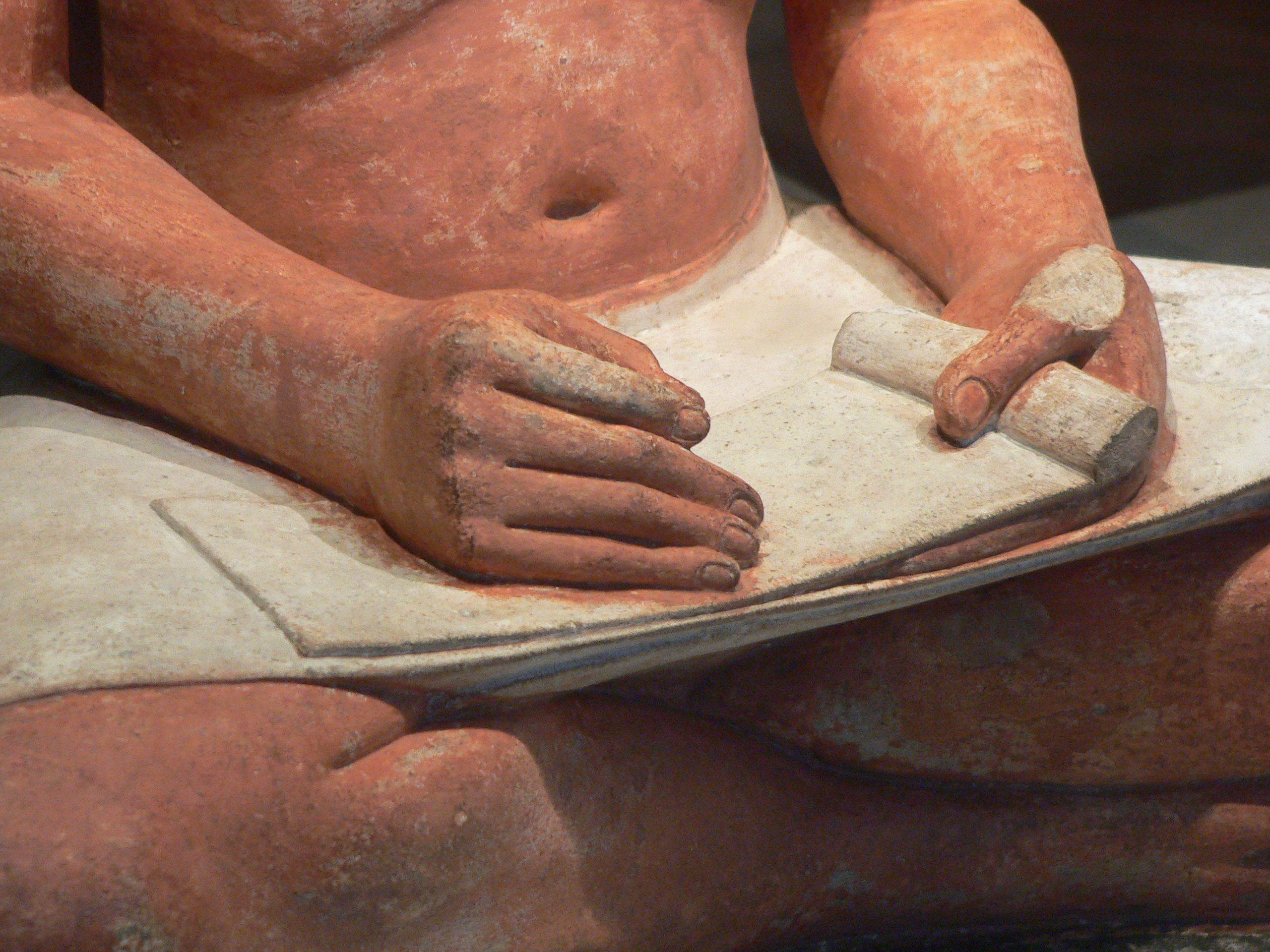
الجزء السفلي من التمثال

يمثل هذا التمثال المصبوغ من الحجر الجيري رجلاً جالسًا، يُفترض أنه كاتب. يرتدي الشكل نقبة بيضاء مشدودة حتى ركبتيها. وهو يحمل نصف بردية ملفوفة. ولعل الجانب الأكثر لفتا للنظر في الشكل هو وجهه. تتناقض ميزاته الواقعية مع هيكل ربما أكثر صرامة وأقل تفصيلاً إلى حد ما. صُممت الأيدي والأصابع والأظافر في التمثال بدقة. الأيدي في وضع الكتابة.
كُرّس اهتمام خاص لعيون التمثال، حيث صُممت بتفاصيل غنية من قطع المغينسيت الأبيض المعرق باللون الأحمر والمطعمة بشكل متقن بقطع من الكريستال الصخري المصقول المقطوع. تمت تغطية الجانب الخلفي من البلورة بطبقة من المواد العضوية والتي تعطي في نفس الوقت اللون الأزرق للقزحية وتعمل كلصق. يثبت مشبكان نحاسيان كل عين في مكانها. يتميزالحاجبان بخطوط رفيعة من الطلاء العضوي الغامق.
يمتلك الكاتب جسمًا طريًا وبدينًا بعض الشيء، مما يشير إلى أنه ميسور الحال ولا يحتاج إلى القيام بأي نوع من العمل البدني. يجلس في وضع القرفصاء الذي كان من شأنه أن يكون وضعه الطبيعي في العمل. تعبيرات وجهه يقظة، يحدق في المشاهد كما لو أنه ينتظرهم لبدء الحديث. لديه لفائف ورق البردي الجاهزة موضوعة على حجره ولكن فرشاة القصب المستخدمة في الكتابة مفقودة. كلتا يديه موضوعتان على حجره. تشير يده اليمنى إلى الورقة كما لو أنه بدأ بالفعل في الكتابة أثناء مشاهدة الآخرين يتحدثون. يحدق في المشاهد بهدوء بعينه السوداء.

## تاريخ
اكتشف تمثال الكاتب جالسًا في سقارة في 19 نوفمبر 1850، إلى الشمال من خط السيرابيوم لأبي الهول بواسطة عالم الآثار الفرنسي أوغست مارييت. لا يزال الموقع الدقيق غير معروف، حيث تم نشر الوثيقة التي تصف هذه الحفريات بعد وفاتها وفقدت مجلة التنقيب الأصلية.
هوية الشخص الممثلة لا تزال غير معروفة. تشير القاعدة نصف الدائرية للنحت إلى أنه تم تركيبه في الأصل في قطعة صخرية أكبر من المفترض أنها تحمل اسمها وعنوانها. كان هذا الوضع غير المعتاد إلى حد ما، على ما يبدو، مخصصًا لأفراد العائلة المالكة المباشرين، وإن لم يكن للملك نفسه. يرجع تاريخ التمثال إلى فترة الأسرة الرابعة، 2620-2500 قبل الميلاد، وعادة ما يرتبط بشخص بهيرنفر. قد تدعم هذه النظرية بعض الخصائص الأسلوبية والشفاه الرفيعة غير العادية والصدر العريض ووضعية الجذع. التأريخ نفسه لا يزال غير مؤكد. كما تم اقتراح فترة الأسرة المصرية السادسة. إحدى الحقائق الإضافية المؤيدة للتاريخ السابق هي أن التمثال ممثل في وضع «الكتابة» بينما يبدو أن الكتبة من الفترة التي تلت الأسرة الخامسة تم تصويرهم بشكل أساسي في وضع «القراءة».
تم عمل الكاتب جالسًا حوالي 2450 - 2325 قبل الميلاد؛ اكتشف بالقرب من قبر مصنوع لمسؤول يُدعى كاي وهو منحوت من الحجر الجيري. كان العديد من الملوك المصريين والمسؤولين رفيعي المستوى يصورون خدامهم في شكل من أشكال الصورة أو النحت بحيث عندما يذهبون إلى الحياة الآخرة، سيكونون قادرين على استخدام مهاراتهم لمساعدتهم في حياتهم الثانية. كان الكتبة من بين القلائل الذين يعرفون القراءة والكتابة، وكانوا يحظون بتقدير كبير ويتقاضون رواتب جيدة. كان معظم الناس من الفلاحين الذين لا يحتاجون إلى محو الأمية، و "على الرغم من أن بعض أفراد العائلة المالكة والأفراد رفيعي المستوى، فضلاً عن المسؤولين والكهنة وضباط الجيش كانوا يعرفون القراءة والكتابة، فقد كانت هناك حاجة إلى الكتبة لعمليات الدولة على جميع المستويات تم استخدام الكتبة في العديد من الأشياء التي تتعلق بالحياة المصرية اليومية، وكانوا يستخدمون كجامعي الضرائب وكانوا مسؤولين عن تنظيم الأفراد لأنشطة مثل التعدين والتجارة والحرب. تم استخدام الكتبة أيضًا للعمل في مشاريع مثل بناء الأهرام وساعدوا في التواصل بين الحكام والشعب المصري.